# 스미다구
스미다구(일본어: 墨田区 스미다쿠[*])는 일본 도쿄도에 있는 특별구 중 하나이다. 시타마치(일본어: 下町)라고 불리는 전쟁 이전부터의 주택 지역이다. 또 프로 스모 대회가 열리는 료고쿠 국기관이 있다.
2019년 4월 1일 기준 인구는 268,192명으로 집계됐고, 인구 밀도는 19,361km2였다. 면적은 13.77 km2이다.

## 지리
스미다구는 도쿄의 본토 부분의 북동부에 위치한다. 주요 강으로 스미다강과 아라카와강이 있으며 구의 경계 일부를 이룬다. 북쪽으로 아다치구, 북서쪽으로 아라카와구, 동쪽으로 가쓰시카구, 남동쪽으로 에도가와구, 서쪽으로 다이토구, 남서쪽으로 주오구, 남쪽으로 고토구와 접한다.

## 지역

### 북부(구 무코지마구(向島区))
- 스미다(墨田)
- 쓰쓰미도리(堤通)
- 히가시스미다(東墨田)
- 야히로(八広)
- 히가시무코지마(東向島)
- 다치바나(立花)
- 분카(文花)
- 교지마(京島)
- 오시아게(押上)

### 중앙부(구 혼조구(本所区))
- 아즈마바시(吾妻橋)
- 히가시코마가타(東駒形)
- 혼조(本所)
- 나리히라(業平)
- 요코카와(横川)

### 남부(구 혼조구(本所区))
- 요코아미(横網)
- 료고쿠(両国)
- 치토세(千歳)
- 이시와라(石原)
- 가메자와(亀沢)
- 미도리(緑)
- 다테카와(立川)
- 기쿠카와(菊川)
- 다이헤이(太平)
- 긴시(錦糸)
- 고토바시(江東橋)

## 역사
1947년 3월 15일에 혼조구와 무코지마구가 합쳐져 성립되었다.

## 시설·건축물

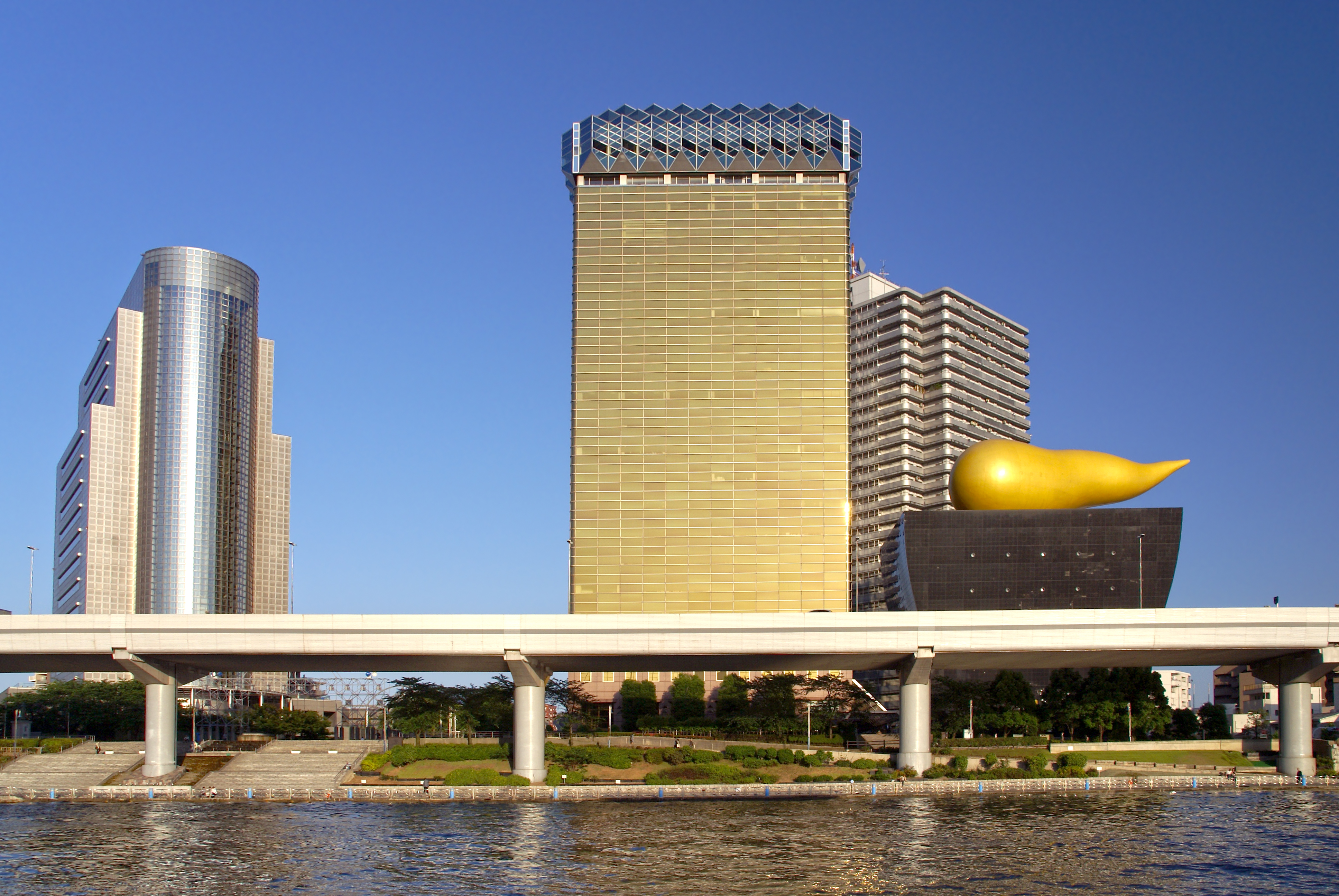
아사히 맥주 본사

- 도쿄 스카이트리 - NHK와 다른 방송국들은 새로운 탑의 건설을 제의하였다. 이것이 완공되어서 세계에서 가장 높은 독립 구조로 서있는 탑이자 일본에서 가장 높은 인공 구조물이 되었다. 2011년에 탑이 완성돼서 본 전역에 디지털 텔레비전 방송이 가능하다.
- 료고쿠 국기관
- 에도-도쿄 박물관
- 아사히 맥주 본사 - 아사히 맥주 본사의 아사히의 불꽃은 1989년 프랑스의 디자이너 필립 스탁이 디자인했다. 아사히 맥주 본사는 도쿄에서 유명한 현대식 건축물 중 하나다.[1]

## 산업
- 도부 철도(본사)
- 아사히 맥주(본사)
- 일본담배산업(공장)
- 라이온(본사)

## 교통

### 도로
- 수도고속도로 제6호 무코지마선
  - 고마가타 나들목 - 무코지마 나들목 - 쓰쓰미도리 나들목
- 수도고속도로 제7호 고마쓰가와선
  - 긴시초 나들목
- 국도 제6호선
- 국도 제4호선

### 철도
- 게이세이 전철
  - 오시아게선
    - 오시아게역 - 게이세이 히키후네역 - 야히로역
- 도쿄도 교통국(도에이 지하철)
  - 아사쿠사선
    - (다이토구) - 혼조아즈마바시역 - 오시아게역

  - 신주쿠선
    - 기쿠카와역

  - 오에도선
    - 료고쿠역
- 도쿄 메트로
  - 한조몬선
    - 긴시초역 - 오시아게역
- 동일본 여객철도
  - 소부 본선
    - 료고쿠역 - 긴시초역
- 도부 철도
  - 이세사키선
    - 도쿄 스카이트리역 - 히키후네역 - 히가시무코지마역 - 가네가후치역, 오시아게역 - 히키후네역

  - 가메이도선
    - 히가시아즈마역 - 오무라이역 - 히키후네역

## 자매 도시
- 서대문구 ( 대한민국 서울특별시, 2003년 10월 3일 - )
- 스징산구 ( 중국 베이징, 1997년 12월 13일 - )

## 출신자
- 가쓰시카 호쿠사이
- 가쓰 가이슈